# Марино (Польща)
Марино (пол. Maryno) — село в Польщі, у гміні Єдльня-Летнісько Радомського повіту Мазовецького воєводства.
Населення — 187 осіб (2011).

## Демографія
Демографічна структура станом на 31 березня 2011 року:
|          | Загалом | Допрацездатний вік | Працездатний вік | Постпрацездатний вік |
| -------- | ------- | ------------------ | ---------------- | -------------------- |
| Чоловіки | 102     | 19                 | 69               | 14                   |
| Жінки    | 85      | 17                 | 41               | 27                   |
| Разом    | 187     | 36                 | 110              | 41                   |